# 장인한
장인한(張仁漢, 1918년 10월 2일 ~ 2007년 8월 21일)은 대한민국의 배우이다. 지난날 한때 잠시 성우로도 활동한 그는 단 한 번도 악역적이 아닌 원로 배우로도 유명하였는데, 특히 분장사로도 활동했으며, 극단 인간좌로 입단했다.

## 생애
서울특별시 출신으로, 19살의 나이로 극단 인간좌에 입단하여 평안도, 함경도, 해외 만주국, 소련국 블라디보스토크 등 주로 북쪽에서 공연활동을 하다가 한국 전쟁 때 월남하였다.
이후 영화 및 텔레비전 드라마에도 출연하기 시작했으며, 연기를 하면서 생계를 위해 수염을 붙이는 분장사로도 활동하였다. 70년 이상의 영화 관련 경력을 쌓았다. 정지영 감독의 사극인 《산산히 부서진 이름이여》에서는 승려 출연을 위해 삭발은 물론 금니 상태였던 치아 두 개를 제거한 적이 있다. 600편 가량의 영화에 출연했으며, 장인한 본인은 연극/드라마를 합하면 800편 가량의 작품에 출연한 것으로 회고하였다.
2007년 8월 21일 새벽 2시경 사망했다.

## 출연

### 연극
- 《홍경래 전》

### 영화
- 1959년
  - 《독립협회와 청년 이승만》
- 1960년
  - 《햇빛 쏟아지는 벌판》
- 1961년
  - 《춘향전》
- 1962년
  - 《대심청전》
  - 《사랑의 동명왕》
  - 《연산군》
- 1963년
  - 《차이나타운》
  - 《단종애사》
- 1964년
  - 《여장부》
  - 《남이장군》
- 1965년
  - 《무관의 제왕 장보고》
- 1967년
  - 《싸리골의 신화》
  - 《인조반정》
- 1968년
  - 《화초기생》
  - 《칠보반지》
  - 《대원군》
  - 《감자》
  - 《풍운(임란야화)》
  - 《나그네 검객 황금 108관》
- 1969년
  - 《천년호》: 노인 역
  - 《이조 여인 잔혹사》: 노복 역
  - 《마지막 왼손잡이》
  - 《내실》
  - 《여자가 고백할 때》
  - 《북경열차》
- 1970년
  - 《쌍검(쌍칼)》
  - 《돌아온 아기신랑》
  - 《아파트를 갖고 싶은 여자》
  - 《의리의 사나이 돌쇠》
  - 《용호풍운》
- 1971년
  - 《마패없는 어사》
  - 《애교로 봐 주세요》
  - 《삼인의 검은 표범》
- 1972년
  - 《목소리》
- 1973년
  - 《두 형제》
- 1974년
  - 《소림사의 결투》
- 1975년
  - 《황토》
  - 《삼포가는 길》
- 1978년
  - 《팔대장문》
  - 《망명의 늪》
  - 《낙조》
  - 《꽃신》
- 1979년
  - 《영원한 관계》
  - 《신궁》
  - 《아니 벌써》
  - 《장마》
- 1980년
  - 《애권》
- 1981년
  - 《사람의 아들》
  - 《오늘밤은 참으세요》
  - 《춘색호곡》
  - 《팔대취권》
- 1982년
  - 《만추》
  - 《관 속의 드라큐라》: 중년 남 역
  - 《애권 2》
  - 《저녁에 우는 새》: 광부 역
  - 《요권괴권》
  - 《삐에로와 국화》
- 1983년
  - 《원한의 공동묘지》
  - 《웬일이니》
  - 《여자가 밤을 두려워하랴》
- 1984년
  - 《불새의 늪》
  - 《각설이 품바 타령》
  - 《고래 사냥》
  - 《그해 겨울은 따뜻했네》
  - 《잊혀진 계절》
  - 《제4의 공포》
  - 《저 하늘에도 슬픔이》
- 1985년
  - 《화녀촌》
  - 《철부지》
  - 《월하의 사미인곡》
  - 《작년에 왔던 각설이》
- 1986년
  - 《뽕》
  - 《변강쇠》: 노인 1 역
  - 《서울 흐림 한때 비》
  - 《외계에서 온 우뢰매》: 씨멘 역
  - 《외계에서 온 우뢰매 2》: 조 박사 역
- 1987년
  - 《유정》 : 촌부 역
- 1988년
  - 《뉴머신 우뢰매 5》: 추장 역
- 1989년
  - 《천국의 비밀》
  - 《불의 나라》: 점장이 역
  - 《앗싸! 호랑나비》
  - 《슈퍼 홍길동 3》
  - 《서울텍사스 서울공주》
- 1991년
  - 《산산이 부서진 이름이여》: 주지승 역,
  - 《피와 불》: 이선근 역
- 1992년
  - 《산딸기 5》
  - 《가진것 없소이다》
  - 《뽕 3》
- 1993년
  - 《산딸기 6》
  - 《살어리랏다》: 득보 노인 역
- 1994년
  - 《칠삭동이와 설중매》
  - 《마누라 죽이기》: 점집 도사 역
- 1995년
  - 《영원한 제국》: 남한조 역
  - 《피아노가 있는 겨울》: 황 노인 역
  - 《무궁화 꽃이 피었습니다》: 한국 재벌 역
  - 《48+1》: 박 선장 역
  - 《아름다운 청년 전태일》: 할아버지 역
- 1996년
  - 《박봉곤 가출 사건》: 오 노인 역
  - 《유리》: 스승 역
  - 《러브 스토리》: 안경 할아버지 역
- 1997년
  - 《불새》: 노인 역
  - 《똑바로 살아라》: 송 영감 역
  - 《억수탕》: 영감 역
- 1998년
  - 《조용한 가족》: 박 회장 역
- 1999년
  - 《북경반점》: 칼가는 노인 역
  - 《이재수의 난》: 김 노인 역
  - 《인정사정 볼 것 없다》
- 2000년
  - 《가위》: 노인 역
  - 《하면 된다》: 정씨 종친회 사무장 역
- 2002년
  - 《유아독존》: 은지 할아버지 역
  - 《성냥팔이 소녀의 재림》: 돈 많은 늙은이 역
- 2003년
  - 《불어라 봄바람》: 선국 부 역
- 2004년
  - 《아라한 장풍대작전》: 환자 할아버지 역
  - 《내 머리 속의 지우개》: 사수 역

### 분장
- 1967년 《산불》, 《고발》
- 1968년 《감자》
- 1969년 《내실》, 《후취댁》, 《암행어사와 흑두건》, 《사녀》
- 1971년 《명동삼국지》, 《30년만의 대결》, 《극성부인》
- 1972년 《장화홍련전》
- 1975년 《황토》, 《소림사의 결투》
- 1978년 《꽃신》, 《낙조》
- 1979년 《물도리 동》, 《아니벌써》, 《장마》
- 1980년 《마음 약해서》, 《사람의 아들》, 《혈도살수》, 《요사권》, 《월녀의 한》
- 1981년 《춘색호곡》, 《한녀》
- 1982년 《관 속의 드라큐라》, 《여애권》, 《삐에로의 국화》, 《요권괴권》
- 1983년 《웬일이니》, 《마계의 딸》, 《이름없는 여자》
- 1984년 《꽃잎이어라 낙엽이어라》, 《추억의 빛》, 《산딸기 2》, 《홍병매》, 《철부지》, 《각설이 품바 타령》,《저 하늘에도 슬픔이》, 《제 4의 공포》, 《탄드라의 불》
- 1985년 《오싱》, 《화녀촌》, 《어미》, 《그것은 밤에 이뤄졌다》, 《월화의 사미인곡》
- 1986년 《심형래의 탐정 큐》, 《밤의 요정》, 《어울렁 더울렁》, 《외계에서 온 우뢰매》, 《외계에서 온 우뢰매 2》, 《단》
- 1987년 《대야망》, 《유정》, 《외계에서 온 우뢰매 전격 쓰리 작전》, 《우뢰매 4탄 썬더V 출동》, 《다섯 사람들》
- 1988년 《슈퍼 홍길동》, 《목밀녀》, 《뉴머신 우뢰매 5》, 《공초도사와 슈퍼 홍길동 2》
- 1989년 《앗싸! 호랑나비》, 《슈퍼 홍길동 3》, 《서울 무지개》, 《신사동 제비》, 《삼토스와 댕기똘이》, 《장미속의 살모사》
- 1990년 《경찰+칠득이와 너털도사》, 《이조 여인숙명사 청상계》, 《심형래의 쫄병 군단》, 《짬뽕 홍길동》
- 1991년 《예수천당》, 《후리꾼》, 《춘정》
- 1992년 《가진 것 없소이다》, 《비황》
- 1995년 《48+1》

### TV 드라마
- 《조선 왕조 오백년》(MBC)
- 《전원일기》(MBC)
- 《TV 문학관》(KBS)
- 《우리는 중산층》 (SBS)
- 1992년 《관촌수필》 (SBS)
- 1993년 《제3공화국》 (MBC)
- 1993년 《명태》 (MBC)
- 1995년 《장희빈》 (SBS)
- 1995년 《제4공화국》 (MBC)
- 1996년 《용의 눈물》- 원천석, 장원심 역 (KBS)
- 1999년 《보고 또 보고》
- 2000년 《태조 왕건》- 왕거인 역 (KBS)